# Barras FC
Barras FC is een Braziliaanse voetbalclub uit de stad Barras in de deelstaat Piauí.
De club werd opgericht in 2004 en werd in 2008 voor het eerst staatskampioen.

## Erelijst
Campeonato Piauiense
2008